# شرکت گاز کره
شرکت گاز کره (به انگلیسی: Korea Gas Corporation) شرکت گاز کره‌ای است، که به‌عنوان بزرگترین توزیع‌کننده ال‌ان‌جی در جهان شناخته می‌شود.
شرکت گاز کره در سال ۱۹۸۳ توسط دولت کره جنوبی تأسیس شد و هم‌اکنون گرداننده ۳ پایانه عرضه ال‌ان‌جی بوده، همچنین مالک ۲٬۷۲۱ کیلومتر خط لولهٔ انتقال گاز طبیعی می‌باشد.
دفتر مرکزی این شرکت در شهر گیونگی-دو، سئونگنام، کرهٔ جنوبی قرار دارد و بخشی از سهام آن در بازار بورس کره معامله می‌شود.